# Anochetus neglectus
Anochetus neglectus är en myrart som beskrevs av Carlo Emery 1894. Anochetus neglectus ingår i släktet Anochetus och familjen myror. Inga underarter finns listade i Catalogue of Life.

## Bildgalleri

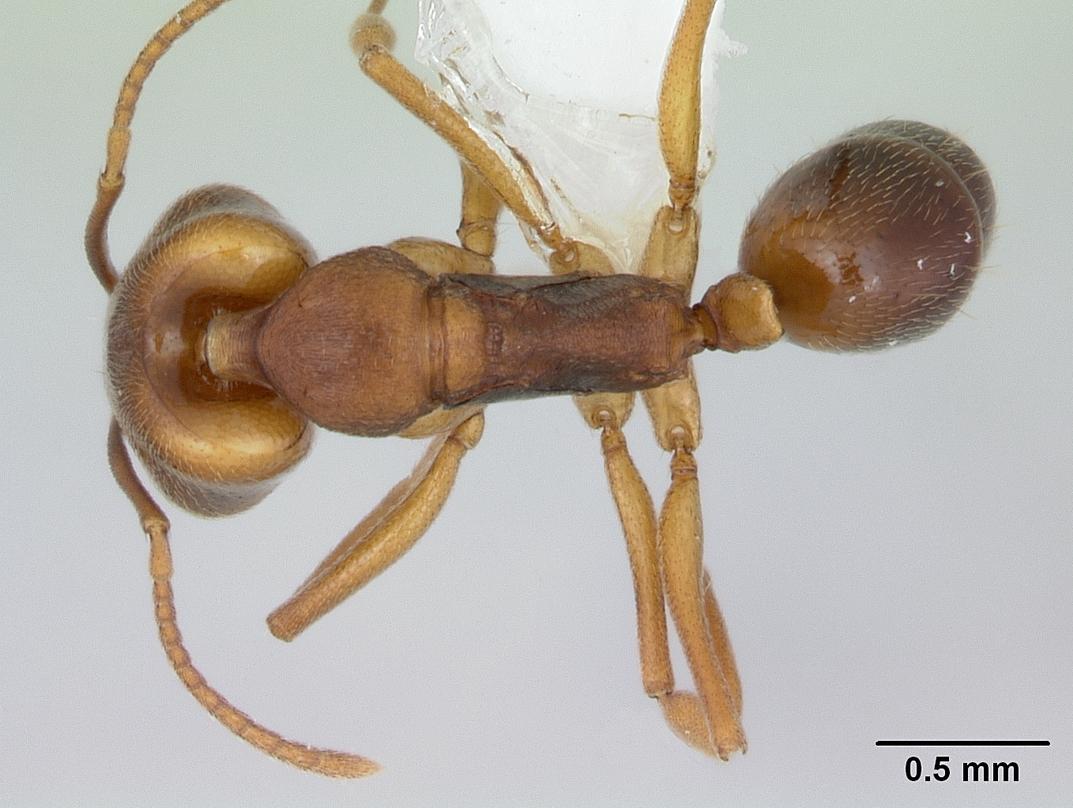
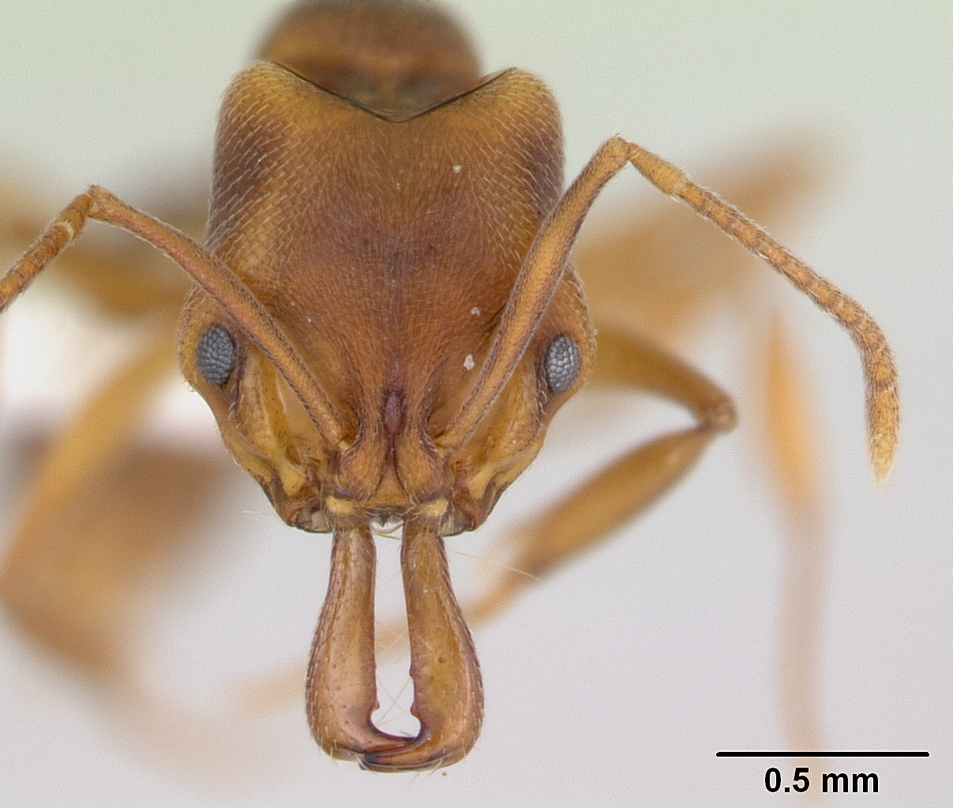
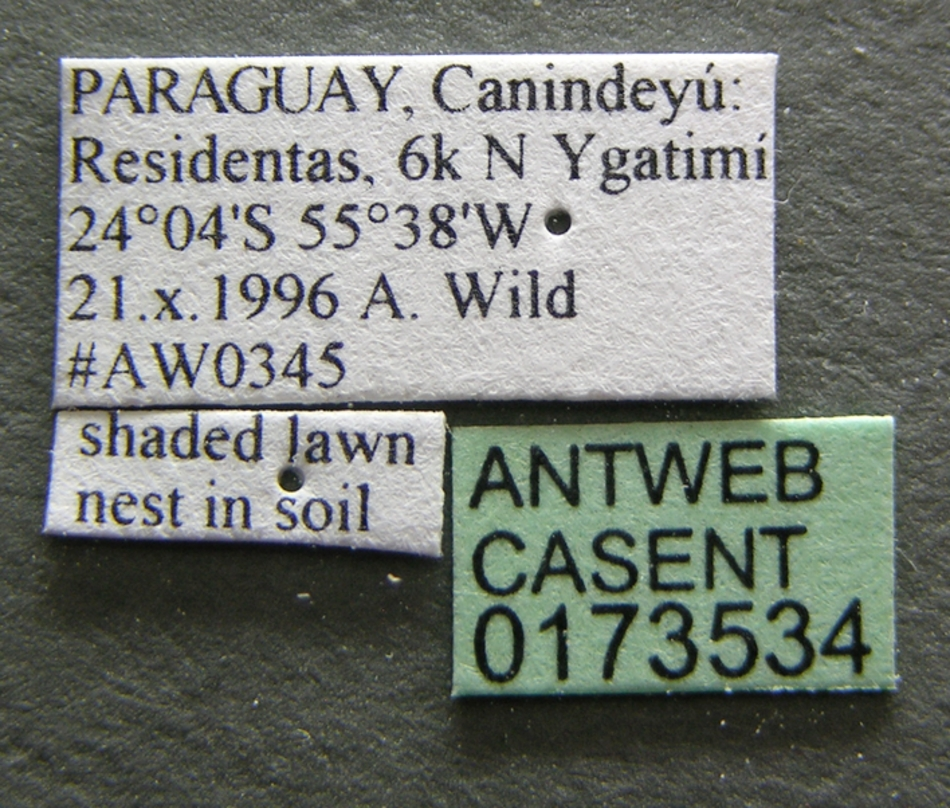
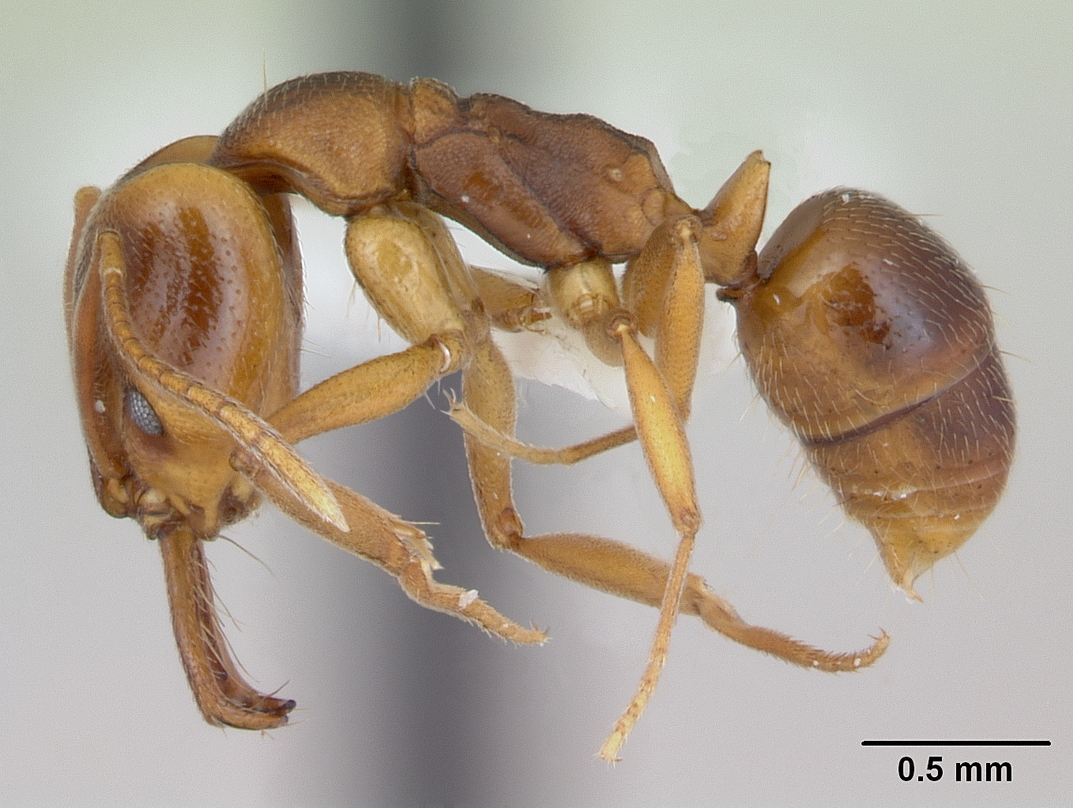